# مطار نواكشوط الدولي
مطار نواكشوط أم التونسي الدولي (إياتا: NKC، إيكاو: GQNN) هو مطار دولي جديد إفتتح في سنة 2016، وهو يخدم مدينة نواكشوط عاصمة موريتانيا. ويقع 25 كلم شمال نواكشوط، يُعتبر المطار مركز العمليات الرئيسي لشركة الموريتانية للطيران، وأكبر مطار في موريتانيا.

## تجهيزات المطار
تبلغ مساحة المبنى الرئيسي لمطار أم التونسي 18000 متر مربع ويضم مدرجين، كما تصل قدرته الإستيعابية أكثر من مليوني مُسافر سنوياً. ويضم المطار جناحا للمسافرين وجناحا للشحن ومواقف للطائرات وصالات شرف رئاسية وأخرى للوزراء ومواقف لطائرات الشحن ومقرا للصيانة بمساحة 4800 متر مربع وبرج مراقبة بارتفاع 38 متر وست منصات ربط بالطائرات. كما يضم مسجدا ومكاتب إدارية وملحقات خدمية أخرى فضلا عن التجهيزات الضرورية للملاحة وأخرى مضادة للحرائق ومنشآت للتزود بالوقود.

## تاريخ
تم افتتاح المطار رسمياً للرحلات الجوية التجارية من طرف الرئيس الموريتاني محمد ولد عبد العزيز في 23 يونيو 2016، وقد جاءت فكرة هذا المطار الجديد لتعويض مطار نواكشوط القديم الذي أصبح صغيراً وبنياته التحتية مهترئة ولا تواكب التطورات والمعايير الدولية في مجال الطيران.

## شركات الطيران
| شركـات طيـران           | الوجهات |
| ----------------------- | --- |
| الخطوط الجوية الجزائرية | مطار هواري بومدين الدولي، مطار بليز دياغني الدولي |
| الخطوط الجوية الفرنسية  | مطار أحمد سيكو توري الدولي، مطار باريس شارل ديغول |
| الخطوط الجوية السنغالية | مطار بليز دياغني الدولي |
| أسكاي                   | مطار أحمد سيكو توري الدولي |
| بينتر كنارياس           | مطار غران كناريا |
| الموريتانية للطيران     | مطار فيليكس أوفوي بوانيي الدولي، مطار باماكو موديبو كيتا الدولي، مطار محمد الخامس الدولي، مطار أحمد سيكو توري الدولي، مطار بليز دياغني الدولي، مطار غران كناريا، مطار النعمة، مطار نواذيبو الدولي، مطار ازويرات |
| الخطوط الملكية المغربية | مطار محمد الخامس الدولي |
| الخطوط التونسية         | مطار تونس قرطاج الدولي |
| الخطوط الجوية التركية   | مطار بانجول الدولي، مطار إسطنبول الدولي |